# Litteraturfrämjandets stipendiater 1967
Boklotteriet ombildades 1965 till en stiftelse: Litteraturfrämjandet. Anledningen till detta var mest av administrativ karaktär.
Under år 1966 blev överskottet för Boklotteriet cirka 284 000 kronor. Antalet lotter var 800 000. 
Litteraturfrämjandet delade 1967 ut följande stipendier:
10 000 kronor
- Stig Carlson
- Rabbe Enckell
- Bernt Erikson
- Sara Lidman

5 000 kronor
- Clas Engström
- Per Olov Enquist
- Adolf Hallman
- Kai Henmark
- Axel Liffner
- Urban Torhamn

3 000 kronor
- Maud Brändström
- Elsa Forsgren
- Olof Hedrén
- Runer Jonsson
- Bertil Pettersson
- Gun-Britt Sundström
- Carl Henrik Svenstedt
- Lasse Söderberg

Journaliststipendier om 3 000 kronor vardera till
- Kurt Bergengren
- Jörgen Eriksson

Specialstipendium om 5 000 kronor till
- Allan Fagerström

Övriga stipendier
- Jan Gehlin   5 000 kronor
- Marianne Greewood  1 500 kronor

Stipendier till barn- och ungdomsförfattare om 3 000 kronor vardera till
- Yvonne Berg - pseudonym
- Barbro Lindgren
- Max Lundgren
- Sven Wärnström
- Olga Wikström
- Kerstin Sundh

Stipendier från Arbetarnas bildningsförbund som erhållit medel från Litteraturfrämjandet
- Kent Andersson   5 000 kronor
- Litteraturfrämjande verksamhet   5 000 kronor

Stipendium från Aftonbladet som erhållit medel från Litteraturfrämjandet
- Björn Håkanson  10 000 kronor

Stipendier från Landsbygdens stipendienämnd 4 000 kronor vardera till
- Gunnar Adolfsson
- Eva Waldemarsson

Stipendium från tidningen Vi som erhållit medel från Litteraturfrämjandet. 
Stipendier från åren 1966-67 delades ut vid ett tillfälle
- Werner Aspenström  5 000 kronor
- Folke Isaksson  5 000 kronor
- Willy Kyrklund  5 000 kronor
- Kent Andersson  2 500 kronor
- Ing-Marie Eriksson  2 500 kronor

Litteraturfrämjandets stora pris på 25 000 kronor
- Jan Fridegård

Litteraturfrämjandets stora romanpris på 15 000 kronor
- Birgitta Trotzig

Carl Emil Englund-priset på 15 000 kronor
- Bo Carpelan

För Boklotteriets och Litteraturfrämjandets stipendiater övriga år: Se
- 1949 Boklotteriets stipendiater 1949
- 1950 Boklotteriets stipendiater 1950
- 1951 Boklotteriets stipendiater 1951
- 1952 Boklotteriets stipendiater 1952
- 1953 Boklotteriets stipendiater 1953
- 1954 Boklotteriets stipendiater 1954
- 1955 Boklotteriets stipendiater 1955
- 1956 Boklotteriets stipendiater 1956
- 1957 Boklotteriets stipendiater 1957
- 1958 Boklotteriets stipendiater 1958
- 1959 Boklotteriets stipendiater 1959
- 1960 Boklotteriets stipendiater 1960
- 1961 Boklotteriets stipendiater 1961
- 1962 Boklotteriets stipendiater 1962
- 1963 Boklotteriets stipendiater 1963
- 1964 Boklotteriets stipendiater 1964
- 1965 Litteraturfrämjandets stipendiater 1965
- 1966 Litteraturfrämjandets stipendiater 1966
- 1967 Litteraturfrämjandets stipendiater 1967
- 1968 Litteraturfrämjandets stipendiater 1968
- 1969 Litteraturfrämjandets stipendiater 1969
- 1970 Litteraturfrämjandets stipendiater 1970
- 1971 Litteraturfrämjandets stipendiater 1971
- 1972 Litteraturfrämjandets stipendiater 1972